# Vice-chef d'État-Major des armées (États-Unis)
Le vice-chef d'État-Major des armées des États-Unis — en anglais Vice Chairman of the Joint Chiefs of Staff (VJCS en abrégé) — est, après le chef d'État-Major des armées, l'officier le plus gradé dans les Forces armées des États-Unis. Ainsi, le VJCS a un rang supérieur aux chefs d’état-major de chaque armée (terre, air, mer, corps des Marines, garde-côtes), mais n'a pas d'autorité opérationnelle sur les armées que ceux-ci commandent.

## Liste des vice-chef d'État-Major des armées
|    | Nom                          | Photo | Corps           | Début            | Fin              |
| -- | ---------------------------- | ----- | --------------- | ---------------- | ---------------- |
| 1  | Robert T. Herres (en)        |       | US Air Force    | 6 février 1987   | 28 février 1990  |
| 2  | David E. Jeremiah (en)       |       | US Navy         | 1er mars 1990    | 28 février 1994  |
| 3  | William Owens (admiral) (en) |       | US Navy         | 1er mars 1994    | 27 février 1996  |
| 4  | Joseph Ralston               |       | US Air Force    | 1er mars 1996    | 29 février 2000  |
| 5  | Richard Myers (général) (en) |       | US Air Force    | 29 février 2000  | 1er octobre 2001 |
| 6  | Peter Pace                   |       | US Marine Corps | 1er octobre 2001 | 12 août 2005     |
| 7  | Edmund Giambastiani (en)     |       | US Navy         | 12 août 2005     | 27 juillet 2007  |
| 8  | James Cartwright             |       | US Marine Corps | 31 août 2007     | 3 août 2011      |
| 9  | James A. Winnefeld, Jr.      |       | US Navy         | 4 août 2011      | 31 juillet 2015  |
| 10 | Paul J. Selva                |       | US Air Force    | 31 juillet 2015  | 31 juillet 2019  |
| 11 | John E. Hyten                |       | US Air Force    | 21 novembre 2019 | 19 novembre 2021 |
| 12 | Christopher W. Grady         |       | US Navy         | 20 décembre 2021 | Présent          |